# Trimeresurus wiroti
Trimeresurus wiroti är en ormart som beskrevs av Trutnau 1981. Trimeresurus wiroti ingår i släktet palmhuggormar, och familjen huggormar. IUCN kategoriserar arten globalt som livskraftig. Inga underarter finns listade i Catalogue of Life.
Arten förekommer på Malackahalvön i Malaysia och Thailand. Den lever i låglandet och i bergstrakter upp till 1200 meter över havet. Trimeresurus wiroti vistas i skogar och i träskmarker.
Individerna lever främst på marken och jagar små däggdjur.